# Iryna Senyk
Iryna Senyk ukr. Іри́на Миха́йлівна Се́ник, (ur. 8 czerwca 1926 we Lwowie  – zm. 25 października 2009, Borysław) – ukraińska poetka, członkinią Organizacji Ukraińskich Nacjonalistów (OUN), działaczka ruchu oporu przeciw władzy radzieckiej.

## Życiorys
Uwięziona w latach 1946–1956 i 1972–1987. Była członkinią Ukraińskiej Grupy Helsińskiej.

## Odznaczenia
- Order „Za odwagę” I klasy (Ukraina, 2006)[1]